# برومزگرو
longitudeبرومزگروlatitudeبرومزگرو
برومزگرو (به انگلیسی: Bromsgrove) یک منطقهٔ مسکونی در انگلستان است که در میدلند غربی واقع شده‌است.

## خصوصیات
برومزگرو ۲۹٬۲۳۷ نفر جمعیت دارد.